# Francisco Costa (tenista)

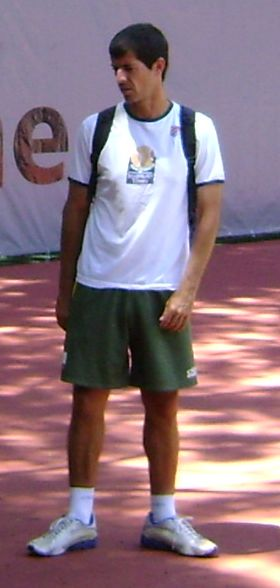
Francisco Costa, durante o Aberto de São Paulo de Tênis de 2009.

Francisco Costa, mais conhecido como Chico Costa (Porto Alegre, 28 de junho de 1973) é um tenista brasileiro. Parou de jogar em meados de 2005 e, atualmente é o capitão da Equipe Brasileira da Copa Davis.
Começou a jogar tênis tarde, com quase 13 anos de idade. Destro, tornou-se tenista profissional em 1994, aos 21 anos,  quando marcou seu primeiro ponto na Associação de Tenistas Profissionais (ATP).  
Seu melhor ranking em simples foi o 140º em 8 de maio de 2000; em duplas, atingiu a posição número 170 em 26 de julho de 1999. 

## Títulos (4)

### Simples (3)
| Legenda                |
| Grand Slam (0)         |
| Tennis Masters Cup (0) |
| ATP Masters Séries (0) |
| ATP Tour (0)           |
| Challengers (3)        |

| Títulos por superfície |
| Quadra dura (1)        |
| Grama (0)              |
| Saibro (2)             |
| Carpete (0)            |

| No. | Data                   | Torneio                    | Superfície  | Adversário na final | Score               |
| 1.  | 10 de agosto de 1998   | Belo Horizonte, Brasil     | Quadra dura | Gastón Gaudio       | 4–6, 6–2, 6–4       |
| 2.  | 10 de maio de 1999     | Birmingham, Estados Unidos | Saibro      | Martín Rodríguez    | 6–7(4), 7–6(6), 6–3 |
| 3.  | 22 de novembro de 1999 | Guadalajara, México        | Saibro      | Nicolás Massú       | 4–6, 7–5, 6–3       |

### Duplas (1)
| Legenda                |
| Grand Slam (0)         |
| Tennis Masters Cup (0) |
| ATP Masters Séries (0) |
| ATP Tour (0)           |
| Challengers (2)        |

| Títulos por superfície |
| Quadra dura (0)        |
| Grama (0)              |
| Saibro (1)             |
| Carpete (0)            |

| No. | Data                  | Torneio        | Superfície | Parceiro       | Adversários na final        | Score       |
| 1.  | 30 de outubro de 2000 | Quito, Equador | Saibro     | Irakli Labadze | Eric Nunez Martin Stringari | 6–2, 7–6(4) |